# ルイス・L・ジェイコブス
ルイス・レオ・ジェイコブス（Louis Leo Jacobs、1948年8月27日 - ）は、マラウイでの探検中にマラウィサウルスを発見したアメリカのの古脊椎動物学者である。彼の研究の多くは、生物的要因および非生物的要因の経時的な相互関係に関するものである。2010年には、特に陸生生態系に関するものであり、白亜紀中頃および新生代に焦点を当てた。2018年、彼はデドマン大学地球科学科名誉教授として退職した。
彼はかつて古脊椎動物学会の会長を務めており、現在はデドマン大学の地質学教授であり、南メソジスト大学（SMU）の Institute for the Study of Earth and Man（ISEM）の所長を務めている。彼はかつてテキサス州ダラスのペロー自然史博物館の館長を務めていた。
ルイス・ジェイコブスは、化石記録を用いて地球と生命史に関する重要な問題を解明しようとしている古脊椎動物学者である。現在、彼はアンゴラ、南極、アラスカ、モンゴルを中心にフィールドワークを行っている。オヴィラプトロサウルス類のコリトラプトル・ヤコブシは、南メソジスト大学で彼が指導していた学生らによってジェイコブスに因み命名された。
妻は古植物学者のボニー・ジェイコブス（Bonnie Jacobs）である。

## 経歴
アリゾナ大学で Doctor of Philosophy を取得。Doctor of Philosophy 取得と並行し、ジェイコブスはケニアの人類学者リチャード・リーキーと共同研究を行っていた。その後、1983年に南メソジスト大学で働き始めた。

## 書籍
- A Global View of Early Cretaceous Dinosaurs (1997)
- Cretaceous Dinosaurs of Africa: Examples from Cameroon and Malawi, Memoirs of the Queensland Museum (Co-writer) (1996)
- Lone Star Dinosaurs (1995)
- Cretaceous Airport - The Surprising Story of Real Dinosaurs at DFW (1993)
- Quest for the African Dinosaur: Ancient Roots of the Modern World (1993)[11]
- Evolution of Tertiary Mammals of North America: Terrestrial carnivores, ungulates, and ungulatelike mammals (Co-editor)[12]
- Late Miocene Small Mammal Faunal Dynamics: The Crossroads of the Arabian Peninsula (Co-writer)
- A Dinosaur from the Republic of Yemen (Co-writer)
- Aspects of Vertebrate History: Essays in Honor of Edwin Harris Colbert (1980)